# 제36회 대종상
제36회 대종상의 시상식에 관한 내용이다.

## 수상 및 후보

### 최우수작품상
- 아름다운 시절 - 백두대간 수상

### 감독상
- 아름다운 시절 - 이광모 수상

### 시나리오상
- 8월의 크리스마스 - 오승욱 수상

### 남우주연상
- 쉬리 - 최민식 수상

### 여우주연상
- 미술관 옆 동물원 - 심은하 수상

### 남우조연상
- 약속 - 정진영 수상

### 여우조연상
- 여고괴담 - 이미연 수상

### 신인남자배우상
- 미술관 옆 동물원 - 이성재 수상

### 신인여자배우상
- 쉬리 - 김윤진 수상

### 신인감독상
- 8월의 크리스마스 - 허진호 수상
- 미술관 옆 동물원 - 이정향 수상

### 촬영상
- 아름다운 시절 - 김형구 수상

### 편집상
- 쉬리 - 박곡지 수상

### 조명상
- 쉬리 - 원명준 수상

### 음악상
- 아름다운 시절 - 원 일 수상

### 의상상
- 아름다운 시절 - MBC미술센타 수상

### 미술상
- 아름다운 시절 - MBC미술센타 수상

### 기획상
- 쉬리 - 강제규 수상

### 음향기술상
- 쉬리 - 이병하.김석원 수상

### 심사위원 특별상
- 8월의 크리스마스 - 우노필름 수상

### 한국영화공로상
- 최무룡 수상

### 남자인기상
- 한석규 수상

### 여자인기상
- 심은하 수상

### 각색상
- 가족 시네마 - 우병길 수상

### 신인상
- 강원도의 힘 - 김영철(촬영) 수상

### 특별상
- 김태욱 수상
- 한광동 수상
- 추봉, 성명순 수상

### 기타
- 햇빛 자르는 아이 - 김진한(단편영화) 수상
- 간과 감자 - 송일곤(단편영화) 수상